# Numerična matematika
Numerična matemátika ali numerična analiza je matematična disciplina, ki rešuje probleme s področja realnih (redko: kompleksnih) števil. Postopke, ki jih uporablja numerična matematika imenujemo numerične metode, in praviloma temeljijo na približnem računanju (za razliko od analitične matematike, ki temelji na točnem računanju).
Pomemben del numerične matematike je analiza napak: pri računanuju s približki, mora biti matematik sposoben oceniti, za koliko dobljeni rezultati odstopajo od pravih vrednosti.

## Temeljna področja numerične matematike

### Numerično reševanje enačb
Numerične metode, ki se jih najpogosteje uporablja za reševanje enačb in za računanje ničel funkcije, so:
- metoda bisekcije
- metoda regula falsi
- sekantna metoda
- metoda navadne iteracije
- metoda pospešene iteracije imenovana tudi tangentna ali Newtonova metoda.

Za reševanje sistemov linearnih enačb pa je zlasti pomembna:
- Gaussova eliminacijska metoda

### Numerično računanje vrednosti funkcij
Pri numeričnem računanju vrednosti funkcij si pomagamo z naslednjimi metodami:
- interpolacija
- ekstrapolacija
- aproksimacija funkcije z odvodom ali s Taylorjevo vrsto

### Numerično integriranje
Za računanje določenih integralov funkcij, ki se jih ne da integrirati z elmentarnimi postopki, se uporablja več formul za numerično integriranje:
- pravokotniška formula
- trapezna formula
- Simpsonova formula